# Кобра Кай
Кобра Кай (англ. Cobra Kai) — американский телесериал с элементами драмы, комедии и боевых искусств, основанный на фильме 1984 года «Парень-каратист». Действие сериала разворачивается спустя 33 года после событий фильма. В сериале, как и в фильме, главные роли исполнили Уильям Забка (Джонни Лоуренс) и Ральф Мачио (Дэниэл ЛаРуссо). Сериал пересматривает повествование «Парня-каратиста» с точки зрения Джонни, начиная с его решения вновь открыть додзё каратэ «Кобра Кай» и возрождения его старого соперничества с Дэниелом. Действие сериала происходит в период с 2017 по 2020 год.
Cobra Kai достиг высокой зрительской аудитории как на YouTube, так и на Netflix и получила признание критиков за свой сценарий, игру, последовательность действий, юмор, развитие персонажей и верность предыдущим фильмам. Он получил множество наград и номинаций, а третий сезон был номинирован на премию «Выдающийся комедийный сериал» на 73-й церемонии вручения премии «Эмми» в прайм-тайм.
Первый сезон вышел 2 мая 2018 года, и уже 10 мая было объявлено о начале съёмок второго сезона, который вышел в 2019 году. 10 мая 2019 года был анонсирован 3 сезон, выход которого состоялся 1 января 2021 года на Netflix. Четвёртый сезон вышел 31 декабря 2021 года. Сериал был продлён на пятый сезон. Премьера пятого сезона состоялась 9 сентября 2022 года. В январе 2023 года телесериал был продлён на шестой, финальный сезон, который был разбит на три части. Премьера последних эпизодов состоялась 13 февраля 2025 года.

## Сюжет
В отличие от фильмов, сериал в основном сосредоточен вокруг Джонни Лоуренса: некогда представитель «золотой молодёжи» и успешный спортсмен, спустя тридцать три года после поражения от Дэниела ЛаРуссо на турнире по каратэ 1984 года Джонни страдает от алкоголизма и депрессии. Он работает разнорабочим на неполный рабочий день и живёт в квартире в Резеде, Лос-Анджелес, отдалившись от своего богатого образа жизни в Энсино. У него есть отчуждённый сын по имени Робби от предыдущих отношений, которого он бросил. Дэниел напротив теперь является владельцем успешного автосалона и женат на Аманде, от которой у него двое детей: Саманта (Сэм) и Энтони. Однако Дэниелу часто трудно наладить значимую связь со своими детьми, особенно после того, как его друг и наставник г-н Мияги скончался до начала сериала.
После того, как Джонни использовал карате, чтобы защитить своего подростка-соседа Мигеля Диаса от группы хулиганов, он соглашается научить Мигеля Пути Кулака и вновь открывает «Кобра Кай». Возрождённое додзё привлекает группу изгоев общества, над которыми издевались, которые находят товарищество и уверенность в себе под опекой Джонни. Повторное открытие додзё вновь разжигает соперничество Джонни с Дэниелом, который отвечает открытием додзё Мияги-До, учениками которого являются Сэм и Робби. Соперничество также возникает между учениками соответствующих додзё, и ситуация ещё больше осложняется неожиданным возвращением первоначальных учредителей Кобра Кай Джона Криза, а позже Терри Сильвера.

## Исполнители

### В главных ролях
- Уильям Забка — Джонни Лоуренс'
- Ральф Мачио — Дэниэл ЛаРуссо'
- Шоло Маридуэнья — Мигель Диас
- Джейкоб Бертран — Илай/Ястреб
- Мэри Маусер —  Саманта ЛаРуссо
- Таннер Бьюкенен — Робби Кин
- Кортни Хенгеллер — Аманда ЛаРуссо

### Роли второго плана
- Пейтон Лист — Тори
- Джо Сео — Кайлер
- Николь Браун — Аиша Робинсон
- Коннор Мёрдок — Кев
- Гриффин Сантопиетро — Энтони ЛаРуссо
- Ханна Кеппл — Мун
- Гейб Боулс — Тим
- Оуэн Морган — Берт
- Аннализа Кокрейн — Язмин
- Джианни Дечензо — Димитрий
- Камерон Маркелес — Фрэнк
- Дензел Уильямс — Калеб
- Бо Миитчелл — Брукс
- Брет Эрнст[англ.] — Луи ЛаРуссо
- Дэн Адут[англ.] — Ануш
- Джонатан Мерседес — Эй Джей
- Сюзан Галлахер — Линн
- Кваджалин Браун — Шейла
- Тэрейл Хилл — Трей
- Эдвард Аснер — Сид Вайнберг
- Ванесса Рубио — Кармен Диас
- Роуз Бианко — Роза
- Диора Бэрд — Шэннон Кин
- Кен Давитян — Арманд Закарян
- Дэвид Шотроу[англ.] — Том Коул
- Рэнди Хеллер — Люсиль ЛаРуссо
- Мартин Коув — Джон Криз
- Томас Йен Гриффит — Терри Сильвер
- Элизабет Шу — Эли Миллс
- Тэмлин Томита — Кумико
- Шон Кэнан — Майк Барнс

## Эпизоды
| Сезон | Серии | Серии | Даты показа     | Даты показа     | Канал           |
| ----- | ----- | ----- | --------------- | --------------- | --------------- |
| 1     | 10    | 10    | 2 мая 2018      | 2 мая 2018      | YouTube Red     |
| 2     | 10    | 10    | 24 апреля 2019  | 24 апреля 2019  | YouTube Premium |
| 3     | 10    | 10    | 1 января 2021   | 1 января 2021   | Netflix         |
| 4     | 10    | 10    | 31 декабря 2021 | 31 декабря 2021 | Netflix         |
| 5     | 10    | 10    | 9 сентября 2022 | 9 сентября 2022 | Netflix         |
| 6     | 15    | 5     | 18 июля 2024    | 18 июля 2024    | Netflix         |
| 6     | 15    | 5     | 15 октября 2024 | 15 октября 2024 | Netflix         |
| 6     | 15    | 5     | 13 февраля 2025 | 13 февраля 2025 | Netflix         |

### Сезон 1 (2018)
| № общий | № в сезоне | Название                                        | Режиссёр                        | Автор сценария | Дата премьеры |
| --- | ---------- | ----------------------------------------------- | ------------------------------- | --- | ------------- |
| 1 | 1          | «Полный недоумок» «Ace Degenerate»              | Джон Харвитц и Хейден Шлоссберг | Джош Хилд , Джон Харвитц и Хейден Шлоссберг                                                                         | 2 мая 2018    |
| Через 30 лет после проигрыша Дэниэлу ЛаРуссо в финале регионального турнира по карате Джонни Лоуренс едва сводит концы с концами, перебиваясь случайными заработкам разнорабочего, тогда как ЛаРуссо — успешный бизнесмен, владеющий сетью автосалонов. Однажды ночью Джонни с боем спасает от хулиганов своего соседа-подростка Мигеля Диаса, но попадает под арест. Богатый, деспотичный отчим Джонни, Сид, вносит залог за пасынка и выписывает чек на его имя, отказываясь продолжать какие-либо отношения. Мигель просит Джонни обучить его карате, но тот отказывается. Напившись, Джонни отправляется на место, где когда-то проходил турнир по карате и предаётся воспоминаниям, как сенсей Джон Криз избил его и выгнал из школы «Кобра Кай» после проигрыша ЛаРуссо. В этот момент в машину Лоуренса врезается машина девушек-подростков, которые сразу же скрываются с места аварии. Обездвиженную машину Лоуренса эвакуируют в автосалон ЛаРуссо, к которому Лоуренс до сих пор испытывает сильную неприязнь. Там Джонни сталкивается с Дэниэлом и как-то случайно узнаёт, что одна из девушек в аварии накануне является дочерью ЛаРуссо. Вернувшись домой, Лоуренс объявляет Диасу, что будет его сенсеем и на деньги, данные отчимом, открывает новую школу карате «Кобра Кай». |            |                                                 |                                 | |               |
| 2 | 2          | «Бей первым» «Strike First»                     | Джон Харвитц и Хейден Шлоссберг | Джош Хилд , Джон Харвитц и Хейден Шлоссберг                                                                         | 2 мая 2018    |
| Мигель приступает к тренировкам, узнавая, что Джонни — грубый и безжалостный сенсей, издевающийся над его астмой и слабостью. Санитарный инспектор требует от Джонни соблюдения многочисленных правил прежде чем тот сможет открыть школу. У Дэниэла же происходит конфликт с женой и дочерью Самантой из-за того, что последняя пригласила множество гостей к ним в дом на вечеринку. В попытке помириться с дочерью Дэниэл просит пригласить её парня к ним на ужин. В школе Мигель заводит дружбу с «социальными изгоями» — хилым острословом Димитрием и Илаем, страдающим от последствий операции по удалению заячьей губы. Мигель пытается познакомиться с привлекательной Самантой ЛаРуссо, но узнаёт, что её парень — Кайлер — предводитель хулиганов, избивших его несколькими днями ранее. Школа, где учится сын Джонни Лоуренса, Робби Кин, сообщает Джонни, что у его сына нашли наркотики, но Робби игнорирует увещевания отца. Во время ужина ЛаРуссо замечает синяки у Кайлера, но тот лжёт Дэниэлу, сказав, что их ни за что избил какой-то взрослый каратист. ЛаРуссо отправляется в додзё Лоуренса, но тот парирует претензии, рассказав о настоящих причинах драки. |            |                                                 |                                 | |               |
| 3 | 3          | «Скелет» «Esqueleto»                            | Дженнифер Челотта               | Джош Хилд , Джон Харвитц и Хейден Шлоссберг                                                                         | 2 мая 2018    |
| Джонни пытается привлечь больше учеников в свою школу, но безуспешно. Мигель, по совету Джонни отправляется на школьный маскарад, посвящённый Хэллоуину, в костюме скелета, который когда-то носили ученики «Кобра Кай» и сам Джонни. Дэниэл сопровождает Саманту на этот же маскарад, но ставит её в очень неудобное положение. Мигель слышит, как Кайлер отзывается о Саманте как о предмете для секса, и вступает в драку, но Кайлер и его друзья сильно избивают Диаса. Джонни находит Мигеля и отвозит его домой, где мать Диаса, Кармен, требует, чтобы тот держался от её сына подальше. |            |                                                 |                                 | |               |
| 4 | 4          | «"Кобра Кай" не умирает» «Cobra Kai Never Dies» | Дженнифер Челотта               | Телесценарий Джейсон Бельвиль История Джош Хилд , Джон Харвитц и Хейден Шлоссберг                                   | 2 мая 2018    |
| Робби узнаёт о школе, но стыдится методов отца привлечь новых учеников. В очередной раз напившись, Джонни обезображивает рекламный щит с фотографией Дэниэла, и улики наводят Дэниэла на мысль, что это сделал именно Лоуренс. Саманта становится свидетелем как Кайлер издевается над Димитрием и Илаем и отказывает ему, когда тот позже пытается вступить с ней в связь. Джонни, узнав, что Робби давно не посещал школу, пытается вразумить сына, но тот не слушает его советов, заявляя, что Джонни сам потратил свои годы впустую. Джонни отправляется домой к Мигелю и уговаривает его мать дать сыну возможность продолжать тренировки. Когда Мигель возвращается, Джонни обучает его защите и контратакам. |            |                                                 |                                 | |               |
| 5 | 5          | «Равновесие» «Counterbalance»                   | Джош Хилд                       | Джош Хилд , Джон Харвитц и Хейден Шлоссберг                                                                         | 2 мая 2018    |
| Мастерство и здоровье Мигеля значительно улучшаются в результате тренировок. Дэниэл интригами пытается вынудить Лоуренса закрыть школу, но лишь наносит вред владельцам других бизнесов, расположенных в том же небольшом торговом центре. Полная одноклассница Саманты, Аиша Робинсон, также принадлежащая к «низшей социальной касте» школьников, записывается в «Кобра Кай». Саманта узнаёт, что Кайлер с момента их ссоры распространял о ней унизительные слухи. Когда в столовой, во время обеда Кайлер унижает Саманту, Мигель вступается за неё. Используя приобретённые навыки, он успешно справляется с четырьмя хулиганами. Робби пытается наладить отношения с отцом, но, увидев, что тот уделяет много внимания Мигелю, считает, что Лоуренс нашёл ему замену. Жена Дэниэла, Аманда, увидев, что её муж заметно упал духом с момента открытия «Кобра Кай», советует ему пойти на могилу мистера Мияги и побыть наедине с собой. Дэниэл вспоминает, как Мияги учил его соблюдать баланс во всем, а не только заниматься карате. Тем временем, видео драки Мигеля в столовой приводит к тому, что количество желающих записаться в «Кобра Кай» резко увеличивается. |            |                                                 |                                 | |               |
| 6 | 6          | «Колония» «Quiver»                              | Джош Хилд                       | Телесценарий Джо Пиарулли и Луан Томас История Джош Хилд , Джон Харвитц ,Хейден Шлоссберг,Джо Пиарулли и Луан Томас | 2 мая 2018    |
| Дэниэл безуспешно пытается уговорить Саманту снова заняться карате. Видео драки Мигеля популяризует школу «Кобра Кай», но Джонни продолжает издеваться над слабостью новичков (особенно, над Илаем, которого он называет «Губа») и жёстко их тренировать. Разговор с Мигелем напоминает Джонни о том, как отчим издевался над его слабостями до того как Джонни открыл для себя «Кобра Кай». На следующий день Джонни признаёт перед классом, что был очень твёрд по отношению к ученикам, но отказывается извиняться, потому что жизнь несправедлива, и они должны преодолевать трудности несмотря ни на что. Илай возвращается с синим ирокезом и получает от приятно удивлённого Джонни кличку «Ястреб». Робби устраивается на работу в автосалон ЛаРуссо, желая насолить отцу, но, увидев Дэниэла, занимающегося карате, сам увлекается тренировками. Мигель и Саманта сближаются в школе. |            |                                                 |                                 | |               |
| 7 | 7          | «Турнир» «All Valley»                           | Стив Пинк                       | Телесценарий Стейси Харман История Джош Хилд , Джон Харвитц ,Хейден Шлоссберг и Стейси Харман                       | 2 мая 2018    |
| Джонни продолжает жёстко тренировать учеников. Мигель просит у Джонни совета для повышения самооценки и, благодаря сенсею, осмеливается пригласить Саманту на свидание. Джонни пытается внести «Кобра Кай» в список участников регионального турнира по карате, но узнаёт, что школе пожизненно запрещено участвовать в турнире из-за поступков Джона Криза и Терри Сильвера (описываемые события были показаны в фильме «Парень-каратист 3». Джонни уговаривает атлетическую комиссию дать школе шанс, отрекаясь от философии Криза и говоря, что тот умер. Джонни утверждает, что исправил ошибки молодости и учит детей защищать себя и других от нападок хулиганов. Несмотря на противодействие Дэниэла, члена комиссии, Лоуренсу удаётся получить разрешение на участие школы в турнире. Робби, ранее пообещавший своим друзьям-преступникам, впустить их в автосалон ЛаРуссо с целью украсть автозапчасти, отказывает им в этом и вынужден применить карате для самозащиты. |            |                                                 |                                 | |               |
| 8 | 8          | «Линька» «Molting»                              | Стив Пинк                       | Телесценарий Майкл Джонатан Смит История Джош Хилд , Джон Харвитц ,Хейден Шлоссберг и Майкл Джонатан Смит           | 2 мая 2018    |
| Получив разрешение комиссии на участие в турнире, Джонни переходит к ещё более жёстким и даже опасным методам тренировок. Семья Дэниэла узнаёт об участии Кобра Кай в турнире, и только Саманта, которой Мигель рассказывал о школе хорошие вещи, воспринимает это спокойно. Джонни предостерегает Мигеля от общения с семьёй ЛаРуссо, рассказывая как Дэниэл отбил у него когда-то девушку. Робби знакомится с Самантой. Кармен приглашает Джонни к ним на ужин, где Лоуренс узнаёт больше о семье Мигеля. Тренировки Робби сближают его с Дэниэлом, но Робби не раскрывает того, что его отец — Джонни. Мигель, набравшись смелости, приходит в дом к ЛаРуссо с целью снизить напряжение между Дэниэлом и Джонни, но, увидев Саманту с Робби, уходит с разбитым сердцем. Двоюродный брат Дэниэла, Луи, решает взять дело в свои руки и с дружками разбивает машину Лоуренса, которому, впрочем, удаётся их тут же побить. |            |                                                 |                                 | |               |
| 9 | 9          | «Разные, но одинаковые» «Different but Same»    | Джон Харвитц и Хейден Шлоссберг | Телесценарий Джейсон Бельвиль История Джош Хилд , Джон Харвитц ,Хейден Шлоссберг и Джейсон Бельвиль                 | 2 мая 2018    |
| Джонни прибывает в дом к Дэниэлу, чтобы разобраться с ним по поводу своей разбитой машины, но Аманде удаётся быстро разрядить ситуацию. Дэниэл решает уволить Луи и подарить Джонни новую машину. Во время совместной поездки, они приезжают к старому дому Дэниэла и делятся друг с другом историями из жизни. Аманда узнаёт об аварии с участием Саманты и сажает дочь под домашний арест, в результате чего Саманта долго не отвечает на звонки Мигеля. Аиша Робинсон и ещё несколько школьников отправляются в парк, не зная, что там запланирована вечеринка по поводу дня рождения подруги Саманты — Язмин. Робби вызволяет Саманту из дома, и они вместе едут на вечеринку, где пьяный Мигель вступает в конфликт с Робби. В результате потасовки под удар Мигеля попадает Саманта, которая меняет своё мнение о «Кобра Кай» на резко отрицательное. Джонни отвозит Дэниэла домой, где узнаёт, что Робби занимался карате под началом Дэниэла, что приводит его в ярость. Дэниэл, узнав, кто является отцом Робби, увольняет его из автосалона и выгоняет из своего дома. |            |                                                 |                                 | |               |
| 10 | 10         | «Пощада» «Mercy»                                | Джон Харвитц и Хейден Шлоссберг | Джош Хилд , Джон Харвитц и Хейден Шлоссберг                                                                         | 2 мая 2018    |
| «Кобра Кай» участвует в 50-м юбилейном региональном турнире по карате. Робби записывается как индивидуальный участник, не аффилированный ни с одной школой карате. Аиша выбывает в четверть-финале, но разрешает прошлые разногласия с Самантой. Ястреб в бою Робби проигрывает дисквалификацией за нелегальный удар, травмировавший Робби. После ссоры с Мигелем Саманта отправляется в семейное додзё. Дэниэл помогает Робби выйти на финальный бой, объявив себя его тренером. Мигель побеждает Робби в финальном бою, постоянно атакуя травмированное плечо противника. Дэниэл отвозит Робби в старый дом мистера Мияги и говорит о намерении открыть школу карате «Мияги-до», чтобы победить «Кобра Кай». Джонни, расстроенный осознанием того, что его тренировочные методы испортили Мигеля, напивается в «Кобра Кай». В школу заходит неизвестный, который хвалит Джонни за победное возвращение «Кобра Кай». Когда незнакомец выходит из тени, Джонни видит, что это его сенсей — Джон Криз. |            |                                                 |                                 | |               |

### Сезон 2 (2019)
| № общий | № в сезоне | Название                              | Режиссёр                        | Автор сценария | Дата премьеры  |
| ------- | ---------- | ------------------------------------- | ------------------------------- | --- | -------------- |
| 11      | 1          | «Пощада: Часть 2» «Mercy Part II»     | Джон Харвитц и Хейден Шлоссберг | Джош Хилд , Джон Харвитц и Хейден Шлоссберг                                                                                         | 24 апреля 2019 |
| 12      | 2          | «Снова в чёрном» «Back in Black»      | Джон Харвитц и Хейден Шлоссберг | Джош Хилд , Джон Харвитц и Хейден Шлоссберг                                                                                         | 24 апреля 2019 |
| 13      | 3          | «Огонь и лёд» «Fire and Ice»          | Майкл Гроссман                  | Телесценарий Стейси Харман История Джош Хилд , Джон Харвитц ,Хейден Шлоссберг и Стейси Харман                                       | 24 апреля 2019 |
| 14      | 4          | «Момент истины» «The Moment of Truth» | Майкл Гроссман                  | Телесценарий Кевин МакМанус и Мэттью МакМанус История Джош Хилд , Джон Харвитц ,Хейден Шлоссберг , Кевин МакМанус и Мэттью МакМанус | 24 апреля 2019 |
| 15      | 5          | «Ва-банк» «All In»                    | Джош Хилд                       | Джош Хилд , Джон Харвитц и Хейден Шлоссберг                                                                                         | 24 апреля 2019 |
| 16      | 6          | «Давай направо» «Take a Right»        | Джош Хилд                       | Джош Хилд , Джон Харвитц и Хейден Шлоссберг                                                                                         | 24 апреля 2019 |
| 17      | 7          | «Затишье» «Lull»                      | Дженнифер Челотта               | Телесценарий Кевин МакМанус и Мэттью МакМанус История Джош Хилд , Джон Харвитц ,Хейден Шлоссберг , Кевин МакМанус и Мэттью МакМанус | 24 апреля 2019 |
| 18      | 8          | «Слава любви» «Glory of Love»         | Дженнифер Челотта               | Телесценарий Джо Пиарулли и Луан Томас История Джош Хилд , Джон Харвитц ,Хейден Шлоссберг ,Джо Пиарулли и Луан Томас                | 24 апреля 2019 |
| 19      | 9          | «Осьминог» «Pulpo»                    | Джон Харвитц и Хейден Шлоссберг | Телесценарий Майкл Джонатан Смит История Джош Хилд , Джон Харвитц ,Хейден Шлоссберг и Майкл Джонатан Смит                           | 24 апреля 2019 |
| 20      | 10         | «Пощады не будет» «No Mercy»          | Джон Харвитц и Хейден Шлоссберг | Телесценарий Джо Пиарулли и Луан Томас История Джош Хилд , Джон Харвитц ,Хейден Шлоссберг ,Джо Пиарулли и Луан Томас                | 24 апреля 2019 |

### Сезон 3 (2021)
| № общий | № в сезоне | Название                                                    | Режиссёр                        | Автор сценария | Дата премьеры |
| ------- | ---------- | ----------------------------------------------------------- | ------------------------------- | --- | ------------- |
| 21      | 1          | «Последствия» «Aftermath»                                   | Джон Харвитц и Хейден Шлоссберг | Джош Хилд , Джон Харвитц и Хейден Шлоссберг                                                                          | 1 января 2021 |
| 22      | 2          | «Природа против воспитания» «Nature Vs. Nurture»            | Джон Харвитц и Хейден Шлоссберг | Телесценарий Джо Пиарулли и Луан Томас История Джош Хилд , Джон Харвитц ,Хейден Шлоссберг ,Джо Пиарулли и Луан Томас | 1 января 2021 |
| 23      | 3          | «Теперь ты заплатишь» «Now You're Gonna Pay»                | Лин Одинг                       | Телесценарий Стейси Харман История Джош Хилд , Джон Харвитц ,Хейден Шлоссберг и Стейси Харман                        | 1 января 2021 |
| 24      | 4          | «Верный путь» «The Right Path»                              | Лин Одинг                       | Телесценарий Майкл Джонатан Смит История Джош Хилд , Джон Харвитц ,Хейден Шлоссберг и Майкл Джонатан Смит            | 1 января 2021 |
| 25      | 5          | «Мияги-До» «Miyagi-Do»                                      | Стивен Цутида                   | Телесценарий Боб Дерден История Джош Хилд , Джон Харвитц ,Хейден Шлоссберг и Боб Дерден                              | 1 января 2021 |
| 26      | 6          | «Королевская кобра» «King Cobra»                            | Стивен Цутида                   | Телесценарий Джо Пиарулли и Луан Томас История Джош Хилд , Джон Харвитц ,Хейден Шлоссберг ,Джо Пиарулли и Луан Томас | 1 января 2021 |
| 27      | 7          | «Препятствия» «Obstáculos»                                  | Дженнифер Челотта               | Телесценарий Алисса Форлайтер История Джош Хилд , Джон Харвитц ,Хейден Шлоссберг и Алисса Форлайтер                  | 1 января 2021 |
| 28      | 8          | «Хороший,плохой,крутой» «The Good, The Bad, and the Badass» | Дженнифер Челотта               | Телесценарий Маттея Грин История Джош Хилд , Джон Харвитц ,Хейден Шлоссберг и Маттея Грин                            | 1 января 2021 |
| 29      | 9          | «Почуствуй ночь» «Feel The Night»                           | Джош Хилд                       | Телесценарий Майкл Джонатан Смит История Джош Хилд , Джон Харвитц ,Хейден Шлоссберг и Майкл Джонатан Смит            | 1 января 2021 |
| 30      | 10         | «19 декабря» «December 19»                                  | Джош Хилд                       | Телесценарий Боб Дерден История Джош Хилд , Джон Харвитц ,Хейден Шлоссберг и Боб Дерден                              | 1 января 2021 |

### Сезон 4 (2021)
| № общий | № в сезоне | Название                                     | Режиссёр                        | Автор сценария                              | Дата премьеры   |
| ------- | ---------- | -------------------------------------------- | ------------------------------- | ------------------------------------------- | --------------- |
| 31      | 1          | «Начинаем» «Let's Begin»                     | Джон Харвитц и Хейден Шлоссберг | Джош Хилд , Джон Харвитц и Хейден Шлоссберг | 31 декабря 2021 |
| 32      | 2          | «Вначале научись стоять» «First Learn Stand» | Джон Харвитц и Хейден Шлоссберг | Джо Пиарулли и Луан Томас                   | 31 декабря 2021 |
| 33      | 3          | «Затем научись летать» «Then Learn Fly»      | Мариэль Вудс                    | Майкл Джонатан Смит                         | 31 декабря 2021 |
| 34      | 4          | «Двухголовый боец» «Bicephaly»               | Мариэль Вудс                    | Стейси Харман                               | 31 декабря 2021 |
| 35      | 5          | «Решающий ход» «Match Point»                 | Джоэл Новоа                     | Боб Дерден                                  | 31 декабря 2021 |
| 36      | 6          | «Девчонки все ваши» «Kicks Get Chicks»       | Джоэл Новоа                     | Маттея Грин                                 | 31 декабря 2021 |
| 37      | 7          | «Минные поля» «Minefields»                   | Тауния Маккирнан                | Билл Посли                                  | 31 декабря 2021 |
| 38      | 8          | «Время веселиться» «Party Time»              | Тауния Маккирнан                | Джо Пиарулли и Луан Томас                   | 31 декабря 2021 |
| 39      | 9          | «Падение» «The Fall»                         | Джош Хилд                       | 'Майкл Джонатан Смит                        | 31 декабря 2021 |
| 40      | 10         | «Подъём» «The Rise»                          | Джош Хилд                       | Боб Дерден                                  | 31 декабря 2021 |

### Сезон 5 (2022)
| № общий | № в сезоне | Название                                           | Режиссёр                    | Автор сценария            | Дата премьеры   |
| ------- | ---------- | -------------------------------------------------- | --------------------------- | ------------------------- | --------------- |
| 41      | 1          | «Далеко,далеко от дома» «Long, Long Way from Home» | Джоэл Новоа и Стивен Цутида | Майкл Джонатан Смит       | 9 сентября 2022 |
| 42      | 2          | «Моле» «Molé»                                      | Стивен Цутида               | Джо Пиарулли и Луан Томас | 9 сентября 2022 |
| 43      | 3          | «Игры с огнём» «Playing with Fire»                 | Мариэль Вудс                | Маттея Грин               | 9 сентября 2022 |
| 44      | 4          | «Вниз по спирали» «Downward Spiral»                | Стив Пинк                   | Эшли Дарнелл              | 9 сентября 2022 |
| 45      | 5          | «Крайние меры» «Extreme Measures»                  | Дженнифер Челотта           | Боб Дерден                | 9 сентября 2022 |
| 46      | 6          | «Уроборос» «Ouroboros»                             | Джоэл Новоа                 | Майкл Джонатан Смит       | 9 сентября 2022 |
| 47      | 7          | «Плохие яйца» «Bad Eggs»                           | Джоэл Новоа                 | Джо Пиарулли и Луан Томас | 9 сентября 2022 |
| 48      | 8          | «Тайкай» «Taikai»                                  | Мариэль Вудс                | Эшли Дарнелл              | 9 сентября 2022 |
| 49      | 9          | «Выжившие» «Survivors»                             | Стивен Цутида               | Майкл Джонатан Смит       | 9 сентября 2022 |
| 50      | 10         | «Голова змеи» «Head of the Snake»                  | Джоэл Новоа                 | Боб Дерден                | 9 сентября 2022 |

### Сезон 6 (2024—2025)
| Часть 1 |    |                                                         |                                 |                                            |                 |
| 51      | 1  | «Мирное время в долине» «Peacetime in the Valley»       | Джоэл Новоа                     | Боб Дерден                                 | 18 июля 2024    |
| 52      | 2  | «Приз» «The Prize»                                      | Джоэл Новоа                     | Джо Пиарулли и Луан Томас                  | 18 июля 2024    |
| 53      | 3  | «Спальное место» «Sleeper»                              | Ральф Маччио                    | Маттея Грин                                | 18 июля 2024    |
| 54      | 4  | «Андердоги» «Underdogs»                                 | Шервин Шилати                   | Крис Рафферти                              | 18 июля 2024    |
| 55      | 5  | «Лучшие из лучших» «Best of the Best»                   | Шервин Шилати                   | Майкл Джонатан Смит                        | 18 июля 2024    |
| Часть 2 |    |                                                         |                                 |                                            |                 |
| 56      | 6  | «Добро пожаловать в Барселону» «Benvinguts a Barcelona» | Джоэл Новоа                     | Джо Пиарулли и Луан Томас                  | 28 ноября 2024  |
| 57      | 7  | «Боевой пёс» «Dog in the Fight»                         | Джоэл Новоа                     | Эшли Дарнелл                               | 28 ноября 2024  |
| 61      | 8  | «Змеи в самолёте» «Snakes on a Plane»                   | Дженнифер Челотта               | Эшли Дарнелл и Эмили Эббот                 | 28 ноября 2024  |
| 59      | 9  | «Кровь в крови» «Blood In Blood Out»                    | Шервин Шилати                   | Крис Рафферти                              | 28 ноября 2024  |
| 60      | 10 | «Серебряный нож» «Eunjangdo»                            | Шервин Шилати                   | Боб Дерден и Ольга Лекселл                 | 28 ноября 2024  |
| Часть 3 |    |                                                         |                                 |                                            |                 |
| 61      | 11 | «В огне» «Into the Fire»                                | Джо Пиарулли                    | Джо Пиарулли и Луан Томас                  | 13 февраля 2025 |
| 62      | 12 | «Гремучий» «Rattled»                                    | Уильям Забка                    | Эшли Дарнелл и Кайл Кайвел                 | 13 февраля 2025 |
| 63      | 13 | «Скелеты» «Skeletons»                                   | Джоэл Новоа                     | Крис Рафферти                              | 13 февраля 2025 |
| 64      | 14 | «Последний удар» «Strike Last»                          | Джош Хилд                       | Боб Дерден                                 | 13 февраля 2025 |
| 65      | 15 | «Бывший дегенерат» «Ex Degenerate»                      | Джон Харвитц и Хейден Шлоссберг | Джош Хилд, Джон Харвитц и Хейден Шлоссберг | 13 февраля 2025 |

## Производство
4 августа 2017 года было объявлено о решении YouTube выпустить первый сезон сериала, состоящий из десяти получасовых эпизодов. Авторами сценария и ответственными продюсерами были назначены Джош Хильд, Джон Гурвиц и Хэйден Шлоссберг. Гурвиц и Шлоссберг также режиссировали некоторые из эпизодов. Продюсирование осуществлялось в содружестве с компаниями «Overbrook Entertainment» и «Sony Pictures Television». Съёмки первого сезона начались в октябре 2017 года в Атланте и её окрестностях, Джорджия. В частности, съёмки велись в Юнион Сити, Мариетте и Брайарклиффе. Действие сериала происходит в Калифорнии, поэтому некоторые экстерьерные кадры были сделаны в окрестностях Лос-Анджелеса — Тарзане и Энсино.
10 мая 2018 года было объявлено, что YouTube продлевает сериал, как минимум на один сезон, который также будет состоять из 10 эпизодов. Производство должно начаться в конце 2018, тогда как премьера запланирована на 2019 год. Ещё через две недели было объявлено, что Мартин Коув вернётся во втором сезоне на повторяющейся роли, в отличие от короткого камео в конце первого сезона. Также было подтверждено, что свои роли из первого сезона исполнят Ральф Мачио, Уильям Забка, Шоло Маридуэнья, Таннер Бьюкенен, Мэри Маусер и Кортни Хенгеллер.

## Маркетинг и выход
Сериал был анонсирован в январе 2018 года в ходе ежегодного пресс-тура Ассоциации телекритиков, где был преподнесён как «Парень-каратист следующего поколения».
15 февраля 2018 года YouTube опубликовал первый тизер сериала, а 1 марта был выпущен второй тизер. Неделю спустя, был выпущен третий тизер. 21 марта был выпущен официальный трейлер с объявлением, что сериал будет доступен для массовой аудитории 2 мая 2018 года.
Премьера сериала состоялась 24 апреля 2018 года в Нью-Йорке на кинофестивале «Трайбека». После показа состоялась пресс-конференция с исполнителями главных ролей и сценаристами. На следующий день YouTube запустил тестовый показ первых двух эпизодов в 700 кинотеатрах США.
2 мая 2018 года первый эпизод сериала был выложен бесплатно на YouTube и получил более 5,4 миллиона просмотров за первые 24 часа.
По состоянию на лето 2018 года первые два эпизода доступны всем посетителям сайта, тогда как полностью — лишь клиентам платного сервиса YouTube Premium. Также зрители в некоторых странах (например, в Канаде) могут покупать отдельные эпизоды.
В июне 2020 года стало известно что права на сериал у YouTube выкупила платформа Netflix. 2 октября 2020 года был представлен тизер третьего сезона и объявлена дата премьеры сезона на Netflix — 8 января 2021 года.

## Реакция
Сериал был положительно встречен критиками. На сайте Rotten Tomatoes рейтинг первого сезона составляет 100 процентов свежести со средней оценкой 7,51 из 10 баллов на основе 34 отзывов. Зрительская оценка составляет 95 %. Metacritic присвоил первому сезон оценку 72 из 100, согласно отзывам 11 критиков.